# 萨伏依公爵夫人葡萄牙的贝特里斯
葡萄牙的贝特里斯公主(葡萄牙語： [bi.ɐˈtɾiʃ] ; 1504年12月31日–1538年1月8日）是一位葡萄牙公主，后与萨沃伊公爵卡洛三世结婚，成为萨沃伊公爵夫人。从1531年到1538年，她还是阿斯蒂的伯爵夫人。

## 个人生活

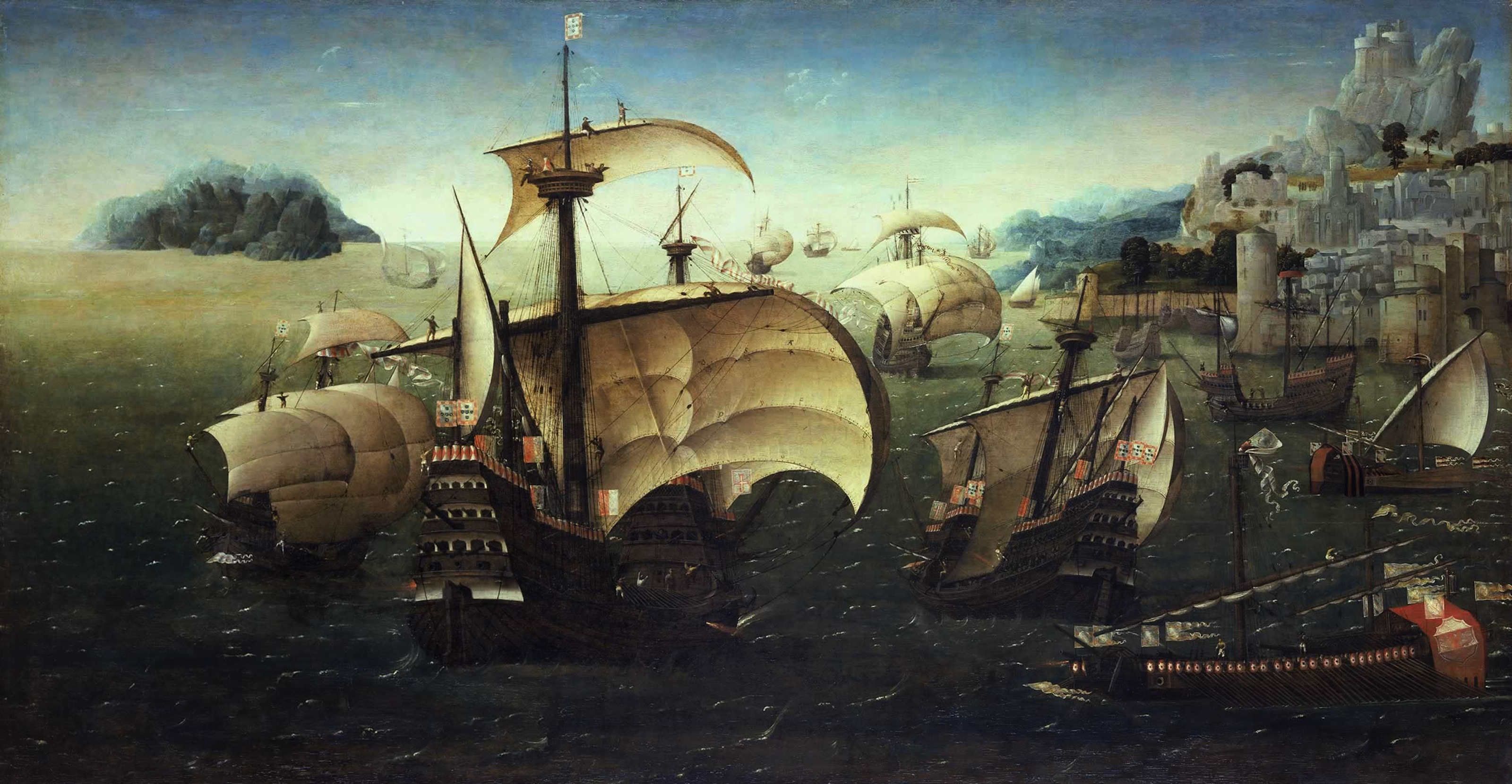
1521年，葡萄牙的贝特里斯公主乘船前往萨伏依

贝特里斯公主是葡萄牙的曼努埃尔一世（1469-1521）和他的第二任妻子阿拉贡的玛丽亚（1482-1517）的第二个女儿。她的兄弟姐妹包括葡萄牙国王约翰三世和神圣罗马帝国皇后伊莎贝拉。年幼时她在葡萄牙宫廷接受家庭教师的辅导。
1521年4月8日，贝特里斯在滨海自由城与萨伏依公爵卡洛三世结婚。后者于1504年继承了萨伏依公爵的爵位。贝特里斯完婚后自动成为了萨伏依公爵夫人。
历史上记载，贝特里斯不仅美丽、才华横溢、还雄心勃勃。在1531年，她从她的妹夫神圣罗马帝国皇帝查理五世的手中获得了阿斯蒂。这一块封地在她去世后，被她的儿子继承并最终永久并入了萨伏依。
1534年，贝特里斯护送丹麦的克里斯蒂娜前去与米兰公爵结婚。当克里斯蒂娜于1535年丧偶时，米兰的斯坦帕伯爵建议克里斯蒂娜与贝特里斯的长子、萨沃伊的继承人路易斯结婚，以保护米兰免受神圣罗马帝国统治。贝特里斯最初支持这个计划，当路易斯不幸去世时，她建议她的下一个儿子可以接替他。然而，这个计划最终不了了之。1536年4月，由于法国入侵萨伏依，贝特里斯与她两个幸存的孩子携带着来自尚贝里的都灵裹尸布从法国逃到了米兰，寻求克里斯蒂娜的庇护。5月，她在帕维亚与克里斯蒂娜一同拜访皇帝，但没有取得任何政治结果。1537年11月，贝特里斯在米兰帝国总督的陪同下前往热那亚见皇帝，但再次会面没有任何结果。之后她继续前往尼斯，在那里她与她的丈夫团聚。她于1538年1月在尼斯去世。 

### 子嗣
贝特里斯和卡洛三世有九个孩子：
- 阿德里安·约翰·阿马德乌斯，皮埃蒙特亲王（1522年11月19日-1523年1月10日）。
- 皮埃蒙特亲王路易斯（1523年12月4日-1536年11月25日），死于马德里。
- 埃馬努埃萊·菲利貝托 （1528年7月8日-1580年8月30日）；唯一成年的孩子，后来成为萨沃伊公爵。
- 凯瑟琳（1529年11月25日-1536年5月）。
- 玛丽（1531年1月12日–1531年）。
- 伊莎贝拉（1532年5月–1533年9月24日）。
- 伊曼纽尔（1533年5月-1533年5月）。
- 伊曼纽尔（1534年5月，1534年5月）。
- 约翰（1537年12月3日-1538年1月8日）。

在没有孩子的葡萄牙国王塞巴斯蒂安（她的外甥）去世后，她的儿子试图成为葡萄牙国王，但最终失败，王位被传给了伊莎贝拉的儿子菲利普。

## 脚注
1. 1 2  Cartwright Ady 1913，第87頁.
2. 1 2  Cartwright Ady 1913.
3. ↑  Cartwright Ady 1913，第117–118頁.
4. ↑  Cartwright Ady 1913，第116–117頁.
5. ↑  Cartwright Ady 1913，第119頁.